# مپل ریور، میشیگان
مپل ریور (به انگلیسی: Maple River Township) یک منطقهٔ مسکونی در ایالات متحده آمریکا است که در شهرستان امت، میشیگان واقع شده‌است.
 مپل ریور ۹۱٫۹ کیلومتر مربع مساحت و ۱٬۳۴۸ نفر جمعیت دارد و ۲۱۸ متر بالاتر از سطح دریا واقع شده‌است.